# 王愉 (高麗)
王愉（11世纪—1099年），高丽王朝宗室。高丽文宗和仁敬賢妃的儿子。
王愉封辰韓侯。高丽宣宗三年（1086年），授檢校太尉、守司空。高丽獻宗初年，進守司徒。高丽肅宗時，加尙書令，食邑六千戶、食實封四百戶。高丽肅宗四年（1099年）卒，谥号和信。王愉之女是高丽睿宗文贞王后。王愉之子王沂、王演。王沂，高丽睿宗授檢校尙書右僕射、柱國、進檢校司空，尙睿宗女大寧公主，加檢校司徒、守司空、淮安伯，高丽仁宗四年（1126年）卒。王演，高丽睿宗授檢校戶部尙書、柱國，尙肅宗女福寧宮主。加檢校司徒、守司空、上柱國、晉康伯、食邑三百戶，高丽仁宗二十四年（1146年）卒。